# جامع فرومد
جامع فرومد (بالفارسية: مسجد جامع فرومد) هو مسجد تاريخي يعود إلى القرن السابع الهجري ويقع في فرومد.